# Ferrovia Valence-Moirans
La ferrovia Valence-Moirans (in francese Ligne de Valence à Moirans) è una linea ferroviaria francese che unisce Valence a Moirans, nel dipartimento dell'Isère, collegando la Parigi-Marsiglia con la Lione-Grenoble-Marsiglia.

## Storia
La costruzione della linea fu concessa dal Ministero dei Lavori Pubblici alla Compagnie du chemin de fer de Saint-Rambert à Grenoble il 16 marzo 1857.
Il 9 maggio 1864 la Compagnie des chemins de fer de Paris à Lyon et à la Méditerranée, la società, che con una serie di passaggi aveva rilevato la concessione della Valence-Moirans, mise in servizio l'intera linea a binario unico. Nel 1910 l'intera tratta fu raddoppiata.
Tra il 1917 e il 1922, il tratto tra Romans - Bourg-de-Péage e Moirans fu reso a binario unico, su richiesta dell'esercito francese, per recuperare le rotaie del secondo binario e fonderle per fabbricare cannoni.
Nel 1922 fu raddoppiato il segmento tra Romans e Moirans. Nel 1959 quest'ultimo tratto fu nuovamente reso a binario unico e solo il tratto tra Valence e Romans - Bourg-de-Péage è rimasto a doppio binario.
La linea è stata sottoposta a importanti lavori all'inizio del XXI secolo per ridurne la saturazione. Dal 2007 al 2009 sono stati effettuati sulla linea importanti lavori denominati SAS (Sillon Alpin Sud) per la realizzazione del doppio binario tra St-Marcellin e Moirans.
La linea è stata completamente chiusa dal 9 dicembre 2012 al 14 dicembre 2013 tra le stazioni di Valence TGV e Moirans a causa di lavori di elettrificazione a 25 Kv 50 Hz in corrente alternata. Il raccordo celettrificato in corrente continua a 1,5 Kv a Valence-Ville esisteva fin dal 1994) Durante questo periodo tutti i TER sono stati sostituiti da autobus. Soltanto i TGV Parigi-Miramas hanno continuato a circolare normalmente tra il raccordo LGV di Saint-Marcel-lès-Valence e Valence-Ville, tratto non interessato dai lavori poiché già elettrificato dal 1994. A Chatte, tra le sottostazioni LGV di Chambaud e Moirans-Perelle, è stato installato un cambio di sezione, ed è stato anche creato un raccordo a binario unico tra la LGV Méditerranée e la linea classica Valence-Moirans, che è utilizzato da alcuni TGV Annecy-Marsiglia e dai TGV Parigi-Grenoble che lo utilizzano in caso di interruzione del traffico tra Lione e Grenoble.

## Percorso
|  | Continuation backward |

|  | Station on track |

| 616,939 |
| 0,000   |

|  | Enter and exit tunnel |

|  | Unknown route-map component "SHI2gr~L" | Unknown route-map component "STR~R" |

| 615,769 |
| 1,170   |

|  | Unknown route-map component "STR~L" | Unknown route-map component "vvSTR-STRl-" | Unknown route-map component "LSTRq" |

| Unknown route-map component "SKRZ-G2o" |

| Unknown route-map component "SEC2" |

| 1,5 kV–CC       |
| 2 × 25 kV Hz CA |

| Unknown route-map component "SKRZ-G2u" |

| Unknown route-map component "eBHF" |

| Unknown route-map component "BS2c2" | Unknown route-map component "BS2r" |  |

| Unknown route-map component "lSHST~L" + Unknown route-map component "num1m" | Unknown route-map component "ABZgl" + Unknown route-map component "lSHST~R" | Unknown route-map component "SEC2q" | Unknown route-map component "SHI4rq" |

| 9,442 |
| 9,886 |

| Unknown route-map component "LSHI1+lq" | Station on transverse track + Unknown route-map component "HUBaq" | Unknown route-map component "hTBHF" + Unknown route-map component "4HUBe@Fq" | Unknown route-map component "ABZq+r" + Unknown route-map component "4HUBe@F~GGq" | Unknown route-map component "SHI4g+lq" | Unknown route-map component "LSHI1rq" |

| 10,493  |
| 495,464 |

| Marseille St-Ch    |
| Paris Gare de Lyon |

| Straight track | Unknown route-map component "SEC2" |

| 2 × 25 kV LGV |
| 25 kV CA      |

| Unknown route-map component "eBHF" + Small non-passenger station on track | Straight track |

| Unknown route-map component "KRWg+l" | Unknown route-map component "KRWr" |

| Unknown route-map component "BS2c1" | Unknown route-map component "BS2+r" |  |

| Unknown route-map component "WASSER+l" | Unknown route-map component "hKRZWae" | Transverse water |

| Unknown route-map component "WABZgl" | Small bridge over water | Transverse water |

| Station on track + Small non-passenger station on track |

| Unknown route-map component "eBHF" |

| Water + Unknown route-map component "GRZal" | Unknown route-map component "STR+GRZq" |  |

| Drôme |
| Isère |

| Unknown route-map component "WABZgl" + Unknown route-map component "GRZ" | Unknown route-map component "hKRZWae" | Transverse water |

| Water + Unknown route-map component "GRZ" | Unknown route-map component "eBHF" |  |

| Unknown route-map component "WABZgl" + Unknown route-map component "GRZ" | Unknown route-map component "hKRZWae" | Transverse water |

| Unknown route-map component "SKRZ-G2o" |

| Unknown route-map component "hRAoWaq" + Unknown route-map component "GRZ" | Unknown route-map component "SKRZ-Ahr" |  |

| Unknown route-map component "HSTeBHF" |

| Unknown route-map component "eBHF" |

| Unknown route-map component "SKRZ-Ao" |

| Unknown route-map component "SEC2" |

|  | Station on track | Unknown route-map component "uexKBHFa" |

|  |  | Straight track | Unknown route-map component "uexSTRl" | Unknown route-map component "uexLSTRq" |

| Transverse water | Unknown route-map component "hKRZWae" | Transverse water |

| Enter and exit tunnel |

| Transverse water | Unknown route-map component "hKRZWae" | Transverse water |

| Unknown route-map component "HSTeBHF" |

| Unknown route-map component "eBHF" |

| Enter and exit tunnel |

| Enter and exit tunnel |

| Unknown route-map component "HSTeBHF" |

| Unknown route-map component "HSTeBHF" |

| Transverse water | Small bridge over water | Transverse water |

| Unknown route-map component "eBHF" |

| Transverse water | Small bridge over water | Transverse water |

| Stop on track |

| Unknown route-map component "STR~L" | Unknown route-map component "STR~R" + Unknown route-map component "lSHST~F" |

|  | Unknown route-map component "STR~L" | Unknown route-map component "vvSTR-STR+l-" + Unknown route-map component "lSHST~G" | Unknown route-map component "LSTRq" |

| Unknown route-map component "d" | Unknown route-map component "vÜSTu+r" |

| Unknown route-map component "d" | Unknown route-map component "exvBHF+vHST" |

| 79,660  |
| 112,121 |

|  | Unknown route-map component "SHI2g+r~L" | Unknown route-map component "STR~R" |

| 80,036  |
| 112,499 |

|  | Continuation forward |

La linea si trova interamente nella regione Auvergne-Rhône-Alpes, nel dipartimento della Drôme, da Saint-Marcel-lès-Valence a Saint-Paul-lès-Romans, comune immediatamente a nord di Romans-sur-Isère, poi, nella maggior parte del percorso, nel dipartimento dell'Isère, da Saint-Lattier a Moirans.

Mappa della linea

La linea percorre la bassa valle dell'Isère, sulla sponda sinistra di Saint-Marcel-lès-Valence (raccordo Cagnard sulla linea PLM) fino al viadotto Vernaison, situato a sud di Romans, per poi proseguire sulla sponda destra a nord di questo viadotto. Per gran parte del suo percorso, la linea corre sui terrazzi dell'Isère e interseca alcuni speroni rocciosi, che hanno giustificato la perforazione di tre gallerie e di un passaggio laterale alla parete, la Fossa degli Etroits.
I raggi di curvatura scendono localmente a 455 metri intorno al viadotto del Furand, e a 550 metri quando si passa attraverso il tunnel della Têche, anticamente chiamato tunnel di Beaulieu, dal nome della città vicina.
La pendenza della linea non supera il 10‰ e raggiunge il suo culmine intorno a Saint-Sauveur, .
Il collegamento con la linea ad alta velocità avviene tramite un raccordo a nord della stazione TGV di Valence.
La linea, dalla messa in servizio della LGV Rhône-Alpes nel 1994, è elettrificata a 25 kV 50 Hz a corrente alternata per una decina di chilometri, tra Valence e Saint-Marcel-lès-Valence, poco prima della stazione TGV di Valence, con un tratto di separazione tra 25.000 volt alternati e 1500 V a corrente continua a alla chilometrica 2,2, nel comune di Bourg-lès-Valence. Il resto della linea da Saint-Marcel-lès-Valence e Moirans è stata elettrificata a 25.000 volt a corrente alternata tra il 2011 e il 2014. I lavori di elettrificazione e ammodernamento sono stati accompagnati dall'automazione del segnalamento
La velocità massima della linea è generalmente compresa tra 120 e 140 km/h a seconda delle tratte.
La linea è dotata in particolare delle seguenti opere:
- 13 ponti stradali (PRO),
- 3 gallerie: la galleria Têche con una lunghezza di 172 m, la galleria Poliénas con una lunghezza di 781 m e la galleria Rochefort con una lunghezza di 235 m,
- 7 reti di rilevamento caduta massi (3 a St-Lattier, 3 a Têche e 1 a Tizin),
- 8 ponti ferroviari (PRA) di lunghezza compresa tra 50 e 300 metri.